# Leksono (plaats)
Leksono is een bestuurslaag in het regentschap Wonosobo van de provincie Midden-Java, Indonesië. Leksono telt 4032 inwoners (volkstelling 2010).